# Dino Grandi
Dino Grandi (Mordano, 4 de junio de 1895-Bolonia, 21 de mayo de 1988) fue un político fascista italiano, figura destacada durante el régimen fascista. Llegó a ejercer como ministro de Justicia, ministro de Asuntos Exteriores y presidente de la Cámara de los Fascios y de las Corporaciones. Tuvo un rol importante en el colapso del régimen de Mussolini en julio de 1943.

## Biografía

### Juventud y primeros años
Nació el 4 de junio de 1895. Grandi era originario de Mordano, cerca de Imola, en la región de Emilia-Romaña. Después de haber servido como soldado en el Regio Esercito italiano durante la Primera Guerra Mundial, donde conoció a otro futuro líder fascista, Italo Balbo. Tras la guerra Grandi estudió en la Universidad de Bolonia y en 1919 se licenció en derecho y economía.
Grandi se alistó en el Partido Fascista en 1920, y en 1921 resultó elegido diputado, pero no fue admitido para ocupar su escaño en el Parlamento por no tener la edad suficiente. También se convirtió en opositor acérrimo de toda tregua del fascismo con los movimientos socialistas y comunistas, destacando entre los más violentos líderes de los camisas negras.
Después de no ser admitido como diputado, Grandi sirvió como abogado en la ciudad de Imola, donde de nuevo tuvo enfrentamientos violentos con socialistas y comunistas, siendo inclusive destruida su oficina profesional de abogado. Cuando Benito Mussolini tomó el poder de Italia tras la Marcha sobre Roma (en octubre de 1922), Grandi fue seguidor de su gobierno y consiguió puestos muy importantes dentro de la política italiana, mostrándose partidario de los grupos de camisas negras más violentos y brutales contra socialistas y sindicatos.

### Régimen fascista
En 1929 Grandi fue designado Ministro de Asuntos Exteriores, siendo considerado un partidario de las potencias occidentales y decidido anticomunista, pero fue sustituido por el propio Mussolini en julio de 1932. Después de ello fue designado embajador italiano en Gran Bretaña, puesto que ejerció entre 1932 y 1939. Como embajador defendió el expansionismo italiano, al tiempo que lograba que el gobierno británico de Neville Chamberlain aceptase seguir la política de apaciguamiento ante las pretensiones imperialistas italianas en el Mediterráneo. Grandi favoreció la implementación de una política conciliadora hacia el Reino Unido. En 1939 Grandi fue llamado de vuelta a Italia, siendo designado allí Ministro de Justicia.
En septiembre de 1939 Grandi se opuso inicialmente a que Italia entrase en la Segunda Guerra Mundial al lado de la Alemania nazi, pero al empezar la lucha en junio de 1940 comenzó a tejer una muy amplia red de contactos dentro de la administración pública fascista, rivalizando sólo con la del propio ministro de exteriores Galeazzo Ciano. En 1941 fue «movilizado» en las fuerzas armadas y enviado al frente bélico de Grecia brevemente.
Conforme las campañas militares de 1942 terminaban en severas derrotas para las tropas italianas en el Norte de África, en Rusia y en el Mediterráneo, Grandi empezó a intrigar con el rey Víctor Manuel III para apartar a Mussolini del poder y hacer la paz inmediatamente con los Aliados, al convencerse a inicios de 1943 que el Tercer Reich nunca podrá alcanzar la victoria final. Conforme con estas ideas, Grandi se dedicó a conspirar contra Mussolini.
La invasión aliada de Sicilia de julio de 1943 complicó más la situación italiana y dio el pretexto para derrocar a Mussolini. Así Grandi logró que el rey Víctor Manuel propusiera al Gran Consejo Fascista el 25 de julio de 1943 una moción (presentada por Grandi) para que el monarca recupere sus poderes constitucionales, lo cual en la práctica permitía que Víctor Manuel III destituyera a Mussolini. Tras triunfar la moción de Grandi, el rey Víctor Manuel dispuso arrestar a Mussolini al día siguiente, pero el nuevo régimen de Pietro Badoglio no se mostró amistoso hacia Grandi, a quien aún se consideró un fascista peligroso e intrigante. Creyéndose en grave peligro tanto si resultaba capturado por los Aliados como por los nazis, Grandi huyó hacia Portugal en agosto de 1943, pasando luego a Brasil, donde esperó el final de la guerra.

### Vida posterior
Tras la contienda el nuevo gobierno trató de juzgarlo como «criminal de guerra» pero no se logró tal finalidad, siendo exonerado de responsabilidades penales en 1947. Grandi vivió en Brasil desempeñándose como abogado internacional y dedicado a empresas de importación hasta que a finales de la década de 1950 retornó a Italia definitivamente, pero sin volver a la política activa, abriendo una fábrica en Modena. Grandi murió en la ciudad de Bolonia en 1988.